# Ellipteroides (Ptilostenodes) omissus
Ellipteroides (Ptilostenodes) omissus is een tweevleugelige uit de familie steltmuggen (Limoniidae). De soort komt voor in het Palearctisch gebied.